# (34367) 2000 RQ40
2000 RQ40 (asteroide 34367) é um asteroide da cintura principal. Possui uma excentricidade de 0.19916050 e uma inclinação de 8.24382º.
Este asteroide foi descoberto no dia 3 de setembro de 2000 por LINEAR em Socorro.